# 1417
1417 (MCDXVII) var ett normalår som började en fredag i den julianska kalendern.

## Händelser

### Juni
- 27 juni – Erik av Pommern utfärdar ett privilegiebrev där Jönköpingsborna får rätt till fri utförsel från alla hamnar i de nordiska rikena, vilket innebär att de fritt kan välja mellan Lödöse och Söderköping i Sverige och Halmstad i Danmark.[1]

### Juli
- 26 juli – Motpåven Benedictus XIII avsätts.

### November
- 11 november – Efter att påvestolen har stått tom i över två år väljs Oddone Colonna till påve och tar namnet Martin V. Detta gör slut på den stora schismen, som har varat sedan 1378.
- 14 november – Stillestånd sluts mellan Kalmarunionen och holsteinarna i Schleswig.

### Okänt datum
- Vittnen till besynnerligheter vid Skarabiskopen Brynolf Algotssons grav förhörs i Skara.

## Födda
- 23 februari – Paulus II, född Pietro Barbo, påve 1464–1471.
- Jöns Bengtsson (Oxenstierna), svensk ärkebiskop 1448–1467 samt riksföreståndare 1457 och 1465–1466.
- Erik Axelsson (Tott), svensk riksföreståndare 1457 och 1466–1467.

## Avlidna
- 18 oktober – Gregorius XII, född Angelo Coraria, påve 1406–1415.
- Anne av Auvergne, fransk vasall.

### Fotnoter
1. ↑  ”Årtal och händelser i Jönköping”. Arkiverad från originalet den 12 oktober 2011. https://www.webcitation.org/62NBYdeyw?url=http://maltell.se/historia/databas/search/kronologiviewmobil1400.php. Läst 25 mars 2011.